# Autostrada A671 (Niemcy)
Autostrada A671 (niem. Bundesautobahn 671 (BAB 671) także Autobahn 671 (A671)) – autostrada w Niemczech przebiegająca z północy na południowy wschód stanowiąc wschodnią obwodnicę Mainz-Kastel, łącząca autostradę A66 z autostradą A60 na węźle Mainspitz-Dreieck w Hesji.